# Análisis dinámico

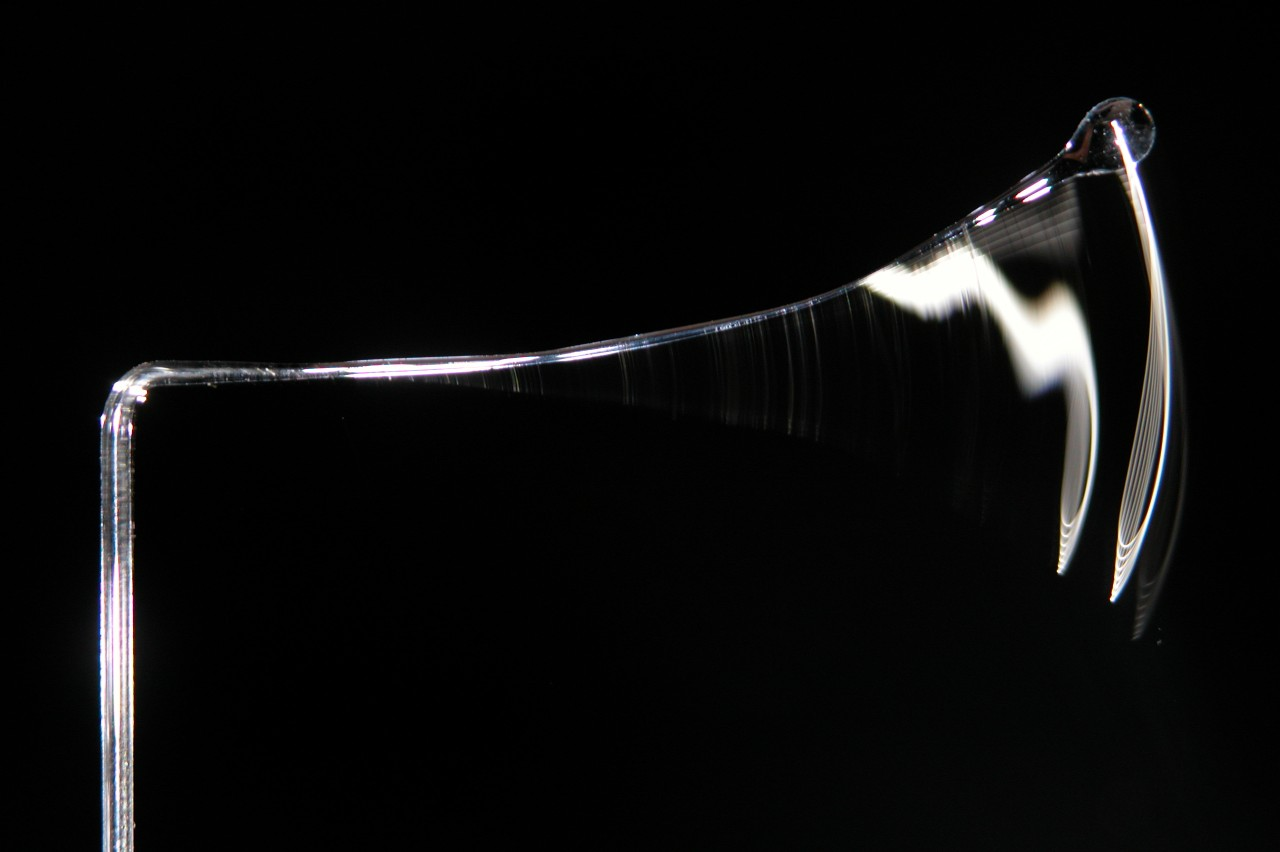
Una varilla elástica vibrando puede modelizarse como una viga en voladizo mediante análisis dinámico, usando la matriz de rigidez de una barra recta y la matriz de masa correspondiente.

El análisis dinámico comprende el análisis de las fuerzas, desplazamientos, velocidades y aceleraciones que aparecen en una estructura o mecanismo como resultado de los desplazamientos y deformaciones que aparecen en la estructura o mecanismo.
Gran parte de estos análisis pueden ser simplificados al reducir el mecanismo o estructura a un sistema lineal, con lo que es posible aplicar el principio de superposición para trabajar con casos simplificados del mecanismo.

## Análisis dinámico de mecanismos
El análisis dinámico de mecanismos tiene por objeto determinar el movimiento de un mecanismo, las fuerzas y los esfuerzos internos que aparecen sobre cada uno de sus elementos en cada posición de funcionamiento.

### Método directo o de Newton
Este método analiza un mecanismo considerando cada una de sus partes rígidas como un sólido rígido perfecto, y plantea un sistema de ecuaciones diferenciales de movimiento directamente basadas en las leyes de Newton, que en general resulta complejo y difícil de integrar ya que raramente la elección de coordenadas y referencias respetará las simetrías útiles del problema. Una variación trivial de este método es escribir introducir coordenadas angulares, para poder escribir algunas de las ecuaciones del movimientos en términos de momentos de fuerzas, así las ecuaciones básicas usadas en el método directo son: 

{\displaystyle {\begin{cases}\mathbf {F} _{i}=m_{i}\mathbf {a} _{i}\\\mathbf {r} _{Oi}\times \mathbf {F} _{i}=[\mathbf {I} ]{\boldsymbol {\alpha }}\end{cases}}}

### Método de d'Alembert
Este método usa el Principio de d'Alembert que es una extensión de la segunda ley de Newton que tiene en cuenta las ligaduras existentes entre diversos elementos. El uso de este método en lugar del método directo simplifica notablemente las ecuaciones.

## Análisis dinámico de estructuras
El análisis dinámico de estructuras se refiere al análisis de las pequeñas oscilaciones o vibraciones que puede sufrir una estructura alrededor de su posición de equilibrio. El análisis dinámico es importante porque ese movimiento oscilatorio produce una modificación de las tensiones y deformaciones existentes, que deben tenerse en cuenta por ejemplo para lograr un diseño sísmico adecuado.
Como resultado de una perturbación exterior un edificio o estructura resistente que bajo la acción de unas cargas estaba en reposo, experimenta oscilaciones que en primera aproximación pueden representarse como un movimiento armónico compuesto, caracterizado por un sistema de ecuaciones lineal del tipo:

(1){\displaystyle \mathbf {M} {\ddot {\mathbf {x} }}(t)+\mathbf {C} {\dot {\mathbf {x} }}(t)+\mathbf {K} \mathbf {x} (t)=\mathbf {F} (t)}

Donde:
{\displaystyle \mathbf {M} ,\mathbf {C} ,\mathbf {K} } son respectivamente la matriz de masas, la matriz de amortiguación y la matriz de rigidez de la estructura.
{\displaystyle \mathbf {x} (t),{\dot {\mathbf {x} }}(t),{\ddot {\mathbf {x} }}(t)} son tres vectores que representan la posición, velocidad y aceleración de un conjunto de puntos de la estructura.
{\displaystyle \mathbf {F} (t)} es un vector que representa las fuerzas equivalentes aplicadas sobre el mismo conjunto de puntos anteriores, este vector está asociado a la solicitación exterior que perturba la misma estructura.
El análisis dinámico incluye estudiar y modelizar al menos estos tres aspectos:
- Análisis modal de frecuencias y modos propios de vibración. Tanto las frecuencias naturales de vibración de una estructura como los modos principales de vibración dependen exclusivamente de la geometría, los materiales y la configuración de un edificio o estructura resistente.
- Análisis de la solicitación exterior.
- Análisis de las fuerzas dinámicas inducidas.

### Análisis dinámico de pórticos planos
El análisis de pórticos planos formados por barras rectas de sección constante puede llevarse a cabo generalizando las ecuaciones del método matricial, incorporando además de matrices de rigidez, matrices de masa. Las frecuencias propias de oscilación de un pórtico plano pueden determinarse a partir de las soluciones de la ecuación:

{\displaystyle \det(\mathbf {K} -\omega ^{2}\mathbf {M} )=0}

La anterior ecuación es un polinomio de grado N en ω², que tiene precisamente N soluciones reales. Los modos propios son un conjunto de modos de deformación, cada uno de ellos representado por un conjunto finito de desplazamientos nodales. Estos modos propios son soluciones no-triviales de la ecuación:

{\displaystyle (\mathbf {K} -\omega _{k}^{2}\mathbf {M} )\mathbf {A} _{k}=0,\qquad \mathbf {A} _{k}\in \mathbb {R} ^{N}}

Cuando una estructura [elástica y lineal] vibra bajo la acción de fuerzas estáticas antes de alcanzar el punto de equilibrio, el movimiento puede describirse mediante una deformación estática más la suma de N movimientos armónicos simples atenuados. Cuando la carga no es estática sino que varía con el tiempo, la solución puede ser más compleja pudiéndose incluso producir el fenómeno potencialmente destructivo de la resonancia.

### Análisis dinámico en elementos finitos
En un buen número de aplicaciones ingenieriles, son analizadas y comprobadas mediante el uso del método de los elementos finitos. en situaciones donde el estado del sistema es dependiente del tiempo el método de los elementos finitos lleva a una ecuación del tipo (1). Debido usualmente a la elevada dimensión de los vectores que aparecen en ellas en este tipo de aplicaciones, la resolución exacta no resulta práctica y se usan diversos procedimientos de integración numérica basados en el método de las diferencias finitas y variantes del mismo. Estos métodos pueden clasificarse según varios criterios:
- Métodos implícitos/explícitos, un método explícito es el que no requiere la resolución de un sistema de ecuaciones no trivial a cada paso de tiempo. En general los métodos explícitos requieren menor tiempo de computación que los métodos implícitos aunque frecuentemente presentan el problema de no ser incondicionalmente convergentes, y requieren evaluar primero el paso de tiempo máximo para que la computación sea numéricamente estable.
- Métodos incondicionalmente/condicionalmente convergentes, un método de integración numérica es incondicionalmente convergente cuando la aproximación numérica calculada mediante el mismo no diverge exponencialmente de la solución exacta. Entre los métodos implícitos algunos son incondicionalmente convergentes sólo para cierta elección fija de los parámetros del método. En cambio, los métodos explícitos suelen ser condicionalmente convergentes pero no incondicionalmente convergentes, por lo que el paso de tiempo usado en el esquema de diferencias finitas debe ser menor que cierto valor:

{\displaystyle \Delta t\leq \min _{k}{\frac {2}{\omega _{k}}}}

Siendo {\displaystyle \omega _{k}\,} las frecuencias propias del sistema (1).